# 模擬市民4
《模擬市民4》是一款策略性生活模擬遊戲，由Maxis和模擬市民工作室（The Sims Studio）開發，屬於《模擬市民》系列的第四代作品，並由美商藝電發行。於2014年9月2日正式推出Microsoft Windows版本，并于2015年2月20日推出MacOS版本，PlayStation 4和Xbox One版本已於2017年11月14日推出。該遊戲於2022年10月19日開放免費遊玩。

## 游戏玩法
《模擬市民4》的游戏操控类似于前作《模拟市民3》，透过创造一个模拟人物，并控制其人物的生活，同时游戏的玩法因不同玩家的偏好而存在着不同的玩法。模拟市民可以同时进行多项活動。《模擬市民4》中的心情指数（moodlets）也被改善，例如，模拟人物可以在愤怒或兴奋的状态完成任务或活动。其中最受欢迎的特性为Legacy Challenge，在正常情况下模拟人物的家族与族谱可以继承十代。

### 創造模擬市民
《模擬市民4》的人物编辑器比其前作《模拟市民3》更加客制化，《模擬市民4》支援直接透过鼠标点击并旋转人物。不仅如此，透过鼠标点击，玩家可以更加直接操纵模拟人物的臉部特征。甚至可以直接操纵任何身体部位，（如：腹部，胸部，腿部，手臂和脚部。）在之前的模拟市民系列中，玩家只能调整人物的體態（胖或瘦），其余特徵为系统随机值。目前《模擬市民4》添加了超过40种男女髮型，每个发型最多有18种髮色。
预设人物也有更多選擇，有不同的身体体形和族裔，甚至是生命阶段。模拟人物有婴儿、幼儿、儿童、青少年、青年、成人、老人7个生命阶段。在前作《模拟市民3》中婴儿这项生命阶段无法直接透过人物编辑器中创建，只有在模拟人物产下婴儿时可自訂。幼兒階段原本被刪除，但于2017年1月12日的擴充包《生兒育女》中回歸，意味著嬰兒也可以在創造模擬市民模式中自訂。針對寵物的創建寵物模式於2017年11月10日推出的資料片《貓狗總動員》中亮相。
在《模擬市民4》中，每个模拟人物都有三个特征和一个包含人物性格的特征或愿望。
在2016年夏季的更新中，游戏取消了物品性别限制，允许不同性别的模拟人物无障碍地使用与其性别不符合的发型或服饰。同时，怀孕也不再受性别影响，但受機率影响。

### 购买与建筑
在《模擬市民4》中，购买模式和建筑模式已被整合为单一的模式。
在《模擬市民4》中的购买模式中，某些物品需要职业发展到一定阶段后，才可以购买并使用。在模擬市民4中，整栋建筑或房间可以跨越地段进行建筑，并且壁挂物品的放置高度，现在也已經可以调整。《模擬市民4》中在泳池工具进行小幅度更新，玩家可以对泳池的形状进行定制，同时支援在房屋屋顶建造游泳池。

### 模拟工坊
《模擬市民4》包含社交系统，玩家可以将自己設計的人物、家庭、房屋、房間作品发布到模拟工坊（Gallery）上，其他玩家就可以在模拟工坊下载并安装到他们所喜欢的作品。
在2015年1月9日，EA公司发布了一款适用于iOS和安卓系统的模拟工坊應用程式。

### 世界
《模擬市民4》最初只包含两个世界：柳溪谷和綠洲之泉，这两个世界共有五个社区，共有21个地段，且柳溪谷的前身为日落溪谷。随着《露天度假》扩充包的发布，模拟人物可以在花岗岩瀑布区进行户外露营生活。
| 世界                              | DLC        |
| --------------------------------- | ---------- |
| 柳溪谷（Willow Creek）            | 不適用     |
| 綠洲之泉（Oasis Springs）         | 不適用     |
| 怡景絕頂（Newcrest）              | 免費更新   |
| 花崗岩瀑布（Granite Falls）       | 露天度假   |
| 玉蘭大道（Magnolia Promenade）    | 來去上班   |
| 溫登堡（Windenburg）              | 同歡共樂   |
| 三米舒諾（San Myshuno）           | 都會生活   |
| 遺忘山谷（Forgotten Hollow）      | 吸血鬼     |
| 瑟瓦多拉達（Selvadorada）         | 叢林探險   |
| 虎斑灣（Brindleton Bay）          | 貓狗總動員 |
| 太陽谷（Del Sol Valley）          | 星夢起飛   |
| 詭奇小鎮（Strangerville）         | 詭奇小鎮   |
| 索拉尼群島（Sulani）              | 島嶼生活   |
| 微光溪流（Glimmerbrook）          | 魔法世界   |
| 布萊徹斯特（Britechester）        | 玩轉大學   |
| 萬年青港（Evergreen Harbor）      | 綠色生活   |
| 巴圖星（Batuu）                   | 巴圖星之旅 |
| 木漏隙光山（Mt. Komorebi）        | 雪國勝地   |
| 亨福昂貝格利（Henford-on-Bagley） | 鄉間生活   |
| 塔圖沙（Tartosa）                 | 婚旅奇緣   |
| 月木鋸木廠（Moonwood Mills）      | 月影狼蹤   |
| 考柏戴爾（Copperdale）            | 高中歲月   |
| 聖西果亞（San Sequoia）           | 成長路上   |
| 栗子山（Chestnut Ridge）          | 駿馬牧場   |
| 托馬朗（Tomarang）                | 樂租生活   |
| 愛慕之城（Ciudad Enamorada）      | 怦然心動   |
| 暗鴉森林（Ravenwood）             | 生與死     |
| 諾黑凡（Nordhaven）               | 事業與嗜好 |
| 伊絲格林（Innisgreen）            | 自然奇境   |

## 开发
2013年4月25日，該產品的遊戲截圖被泄漏。5月3日，美商藝電傳送了電郵給數個非官方網站，說在5月6日將會有大宣佈，部分人猜測該宣佈是關於《模擬市民4》。同日，TheSims4.com域名啓用，並把網址重定向至《模擬市民》的官方網站。
除了研發《模擬市民3》的模擬市民工作室，Maxis也會加入《模擬市民4》的研發。由於最近Maxis在研發《模擬城市（2013）》，這標誌着Maxis將回歸《模擬市民》系列。
《模擬市民4》是單人遊戲，故不需像模擬城市般需要網絡連線才可遊玩。

## 版本和附加產品

### 主體版本
《模拟人生4》主程式版本分类。
| 包含内容        | 包含内容        | 典藏版                 | 高级版                 | 豪华版                   | 限量版                     | 标准版                     |
| --------------- | --------------- | ---------------------- | ---------------------- | ------------------------ | -------------------------- | -------------------------- |
| 包含内容        | 包含内容        | 仅限于在实体商店里购买 | 仅限于在实体商店里购买 | 仅限于在Origin上购买下载 | 在实体商店里或Origin上购买 | 在实体商店里或Origin上购买 |
| 包含内容        | 包含内容        | - 北美：2014年9月2日   |                        |                          |                            |                            |
| 主游戏          | 主游戏          | 是                     | 是                     | 是                       | 是                         | 是                         |
| 包含的额外DLC   | 派对生活        | 是                     | 是                     | 是                       | 是                         | 否                         |
| 包含的额外DLC   | 超炫动物帽      | 是                     | 是                     | 是                       | 否                         | 否                         |
| 包含的额外DLC   | 彻夜狂欢        | 是                     | 是                     | 是                       | 否                         | 否                         |
| 数位音乐        | 数位音乐        | 是                     | 是                     | 是                       | 否                         | 否                         |
| 画册指南        | 画册指南        | 是                     | 是                     | 否                       | 否                         | 否                         |
| USB线独家水晶灯 | USB线独家水晶灯 | 是                     | 否                     | 否                       | 否                         | 否                         |

### 資料片（Expansion Pack）
| 名稱                                | 發行日期                                    | 新服裝 | 新物品 | 新技能 | 新城市                             | 新種族 | 新/改良職業                            | 其他新增元素                                                         |
| ----------------------------------- | ------------------------------------------- | ------ | ------ | ------ | ---------------------------------- | ------ | -------------------------------------- | -------------------------------------------------------------------- |
| 來去上班 （Get to Work）            | - 北美：2015年3月31日 - 欧洲：2015年4月2日  | 是     | 是     | 是     | 玉蘭步道 （Magnolia Promenade）    | 外星人 | 醫生、科學家、警探                     | 新個性特徵、經營零售商、能在工作場地控制模擬市民（舊有職業無法控制） |
| 同歡共樂 （Get Together）           | - 北美：2015年12月8日 - 欧洲：2015年12月9日 | 是     | 是     | 是     | 溫登堡 （Windenburg）              |        |                                        | 新個性特徵、自訂團體、俱樂部系統、夜店跳舞                           |
| 都會生活 （City Living）            | - 北美：2016年11月1日 - 欧洲：2016年11月3日 | 是     | 是     | 是     | 三米舒諾 （San Myshuno）           |        | 政治家、評論家、社交媒體               | 公寓、都市慶典                                                       |
| 貓狗總動員 （Cats & Dogs）          | - 2017年11月10日                            | 是     | 是     | 是     | 虎斑湾 （Brindleton Bay）          | 貓、狗 | 獸醫診所                               | 寵物看診、訓練寵物、遛狗、結識流浪貓狗                               |
| 春夏秋冬 （Seasons）                | - 2018年6月22日                             | 是     | 是     | 是     |                                    |        | 園丁                                   | 氣候變化、節慶、四季、節日                                           |
| 星夢起飛 （Get Famous）             | - 2018年11月16日                            | 是     | 是     | 是     | 太陽谷 （Del Sol Valley）          |        | 演員                                   | 名氣系統、拍片                                                       |
| 島嶼生活 （Island Living）          | - 2019年6月21日                             | 是     | 是     | 是     | 索拉尼群島 （Sulani）              | 美人鱼 | 自然資源保護人士、救生員、漁夫、潛水員 | 水上活動                                                             |
| 玩轉大學 （Discover University）    | - 2019年11月15日                            | 是     | 是     | 是     | 布萊徹斯特 （Britechester）        | 机器人 | 教育、工程師、法律                     | 大學、傑出學位、住宿                                                 |
| 綠色生活 （Eco Lifestyle）          | - 2020年6月5日                              | 是     | 是     | 是     | 萬年青港 （Evergreen Harbor）      |        | 土木設計師                             | 社區投票計畫、回收再利用、新公寓、DIY物品及家具、生態足跡系統        |
| 雪國勝地 （Snowy Escape）           | - 2020年11月13日                            | 是     | 是     | 是     | 木漏隙光山 （Mt. Komorebi）        |        | 上班族                                 | 滑雪、攀岩、祭拜、慶典、吃火鍋                                       |
| 鄉間生活 （Cottage Living）         | - 2021年7月22日                             | 是     | 是     | 是     | 亨福昂貝格利 （Henford-on-Bagley） |        |                                        | 飼養新動物、擠牛奶、農作物競賽                                       |
| 高中歲月 （High School Years）      | - 2022年7月28日                             | 是     | 是     | 是     | 考柏戴爾 （Copperdale）            |        | 高中學生、模擬市民網紅、電玩遊戲實況主 | 高中生活、梳理和修剪體毛                                             |
| 成長路上 （Growing Together）       | - 2023年3月16日                             | 是     | 是     | 是     | 聖西果亞 （san siegoa）            | 嬰兒   |                                        | 新增契合度、家庭關係設定、撫育嬰兒、住宿活動、里程碑系統             |
| 駿馬牧場 （Horse Ranch）            | - 2023年7月20日                             | 是     | 是     | 是     | 栗子山 （chestnut hill）           | 馬     |                                        | 養育馬、騎馬、飼養新動物                                             |
| 乐租生活 （For Rent）               | - 2023年12月7日                             | 是     | 是     | 是     | 托馬朗 （Tomarang）                |        | 雜活工                                 | 管理房地产、夜市活动                                                 |
| 怦然心動 （Lovestruck）             | - 2024年7月26日                             | 是     | 是     | 是     | 愛慕之城 （Ciudad Enamorada）      |        | 戀愛諮詢師                             | 約會應用程式                                                         |
| 生與死 （Life & Death）             | - 2024年10月31日                            | 是     | 是     | 是     | 暗鴉森林 （Ravenwood）             |        | 死神、殯葬業                           | 人生願望清單、鬼魂系統、喪禮系統、地穴與公墓地段                     |
| 事業與嗜好 （Businesses & Hobbies） | - 2025年3月6日                              | 是     | 是     | 是     | 諾黑凡（Nordhaven）                |        |                                        | 家庭事業、自訂刺青、技能講座                                         |
| 自然奇境 （Enchanted by Nature）    | - 2025年7月10日                             | 是     | 是     | 是     | 伊絲格林（Innisgreen）             | 仙子   | 藥劑師                                 | 生活平衡系統、幸運系統                                               |

### 擴充包（Game Pack）
| 名稱                                        | 發行日期              | 新服裝 | 新物品 | 新技能 | 新城市                        | 新種族         | 新/改良職業 | 其他新增元素                 |
| ------------------------------------------- | --------------------- | ------ | ------ | ------ | ----------------------------- | -------------- | ----------- | ---------------------------- |
| 露天度假 （Outdoor Retreat）                | - 全球：2015年1月13日 | 是     | 是     | 是     | 花崗岩瀑布 （Granite Falls）  |                |             | 新個性特徵、尋寶、外出度假   |
| Spa Day （Spa Day）                         | - 全球：2015年7月15日 | 是     | 是     | 是     |                               |                |             | 水療                         |
| 外出用餐 （Dine Out）                       | - 全球：2016年6月7日  | 是     | 是     | 是     |                               |                | 經營餐廳    | 開店、設計菜單制服、餐廳用餐 |
| 吸血鬼 （Vampires）                         | - 全球：2017年1月25日 | 是     | 是     | 是     | 遺忘山谷 （Forgotten Hollow） | 吸血鬼         |             |                              |
| 生兒育女 （Parenthood）                     | - 全球：2017年5月30日 | 是     | 是     | 是     |                               | 幼兒           |             | 新個性特徵、品格值           |
| 叢林探險 （Jungle Adventure）               | - 全球：2018年2月27日 | 是     | 是     | 是     | 瑟瓦多拉達 （Selvadorada）    | 骷髏人         |             | 自然元素、寺廟探險、尋寶     |
| 詭奇小鎮 （Strangerville）                  | - 全球：2019年2月26日 | 是     | 是     | 是     | 詭奇小鎮 （StrangerVille）    | 感染者         | 軍事        | 感染病、小鎮秘密探索         |
| 魔法世界 （Realm of Magic）                 | - 全球：2019年9月10日 | 是     | 是     | 是     | 微光溪流 （Glimmerbrook）     | 魔法師         |             | 學習法術、煉金藥水           |
| 巴圖星之旅 （Star Wars™: Journey to Batuu） | - 全球：2020年9月8日  | 是     | 是     | 否     | 巴圖星 （Batuu）              | 機器人、外星人 |             | 外星探險、陣營加入           |
| 夢幻家居改造王 （Dream Home Decorator）     | - 全球：2021年6月1日  | 是     | 是     | 否     |                               |                | 室內設計師  | 家具組合櫃                   |
| 婚旅奇緣 （My Wedding Stories）             | - 全球：2022年2月23日 | 是     | 是     | 否     | 塔圖沙 （Tartosa）            |                |             | 婚禮系統                     |
| 月影狼蹤 （Werewolves）                     | - 全球：2022年6月17日 | 是     | 是     | 否     | 月木鋸木廠 （Moonwood Mills） | 狼人           |             | 新俱樂部                     |

### 組合包（Stuff Pack）
| 组合包名称                    | 发行日期      | 新增元素                                                   |
| ----------------------------- | ------------- | ---------------------------------------------------------- |
| 《模擬市民4：豪華派對》       | 2015年5月19日 | 新物品-自助餐桌                                            |
| 《模擬市民4：完美露台》       | 2015年6月16日 | 新物品-熱水浴缸                                            |
| 《模擬市民4：冰酷廚房》       | 2015年8月11日 | 新元素-冰淇淋機                                            |
| 《模擬市民4：毛骨悚然》       | 2015年9月29日 | 新物品-南瓜雕刻台                                          |
| 《模擬市民4：電影同樂》       | 2016年1月12日 | 新物品-爆米花機，新元素-電影                               |
| 《模擬市民4：浪漫花園》       | 2016年2月9日  | 新物品-許願池                                              |
| 《模擬市民4：童乐房間》       | 2016年6月28日 | 新物品-電子對戰機、手偶劇台                                |
| 《模擬市民4：休閒後院》       | 2016年7月19日 | 新物品-滑水道、風鈴、                                      |
| 《模擬市民4：復古經典》       | 2016年12月6日 | 新物品-梳妝台，新元素-管家                                 |
| 《模擬市民4：保齡球之夜》     | 2017年3月29日 | 新物品-保齡球道，新技能-保齡球                             |
| 《模擬市民4：健身樂活》       | 2017年6月20日 | 新物品-攀岩機                                              |
| 《模擬市民4：幼兒》           | 2017年8月24日 | 新物品-幼兒遊樂設施                                        |
| 《模擬市民4：快樂洗衣日》     | 2018年1月16日 | 新物品-洗衣板、晾衣桿、洗衣機、烘衣機                      |
| 《模擬市民4：我的第一隻寵物》 | 2018年3月13日 | 新元素-小型寵物                                            |
| 《模擬市民4：Moschino》       | 2019年8月13日 | 新物品-單眼相機、相機腳架                                  |
| 《模擬市民4：溫馨小居》       | 2020年1月21日 | 新物品-電動折疊床，新地段-袖珍小屋                         |
| 《模擬市民4：巧手針織》       | 2020年7月28日 | 新物品-搖椅，新技能-針織                                   |
| 《模擬市民4：靈異大追擊》     | 2021年1月26日 | 新物品-通靈桌，新技能-通靈學，新職業-靈異偵探，新地段-鬼屋 |
| 《模擬市民4：斜槓主廚》       | 2023年9月8日  | 新物品-立式攪拌機、華夫餅機、披薩烤箱                      |
| 《模擬市民4：晶彩創意》       | 2024年2月29日 | 新技能-寶石學，新元素-寶石飾品製作                         |

### 套件包（Kit）
| 套件包名称                    | 发行日期       |
| ----------------------------- | -------------- |
| 《模拟人生4：复古风潮》       | 2021年3月2日   |
| 《模拟人生4：乡村厨房》       | 2021年3月2日   |
| 《模拟人生4：灰尘大战》       | 2021年3月2日   |
| 《模拟人生4：庭院绿洲》       | 2021年5月18日  |
| 《模拟人生4：都會工业风》     | 2021年8月26日  |
| 《模拟人生4：仁川直送》       | 2021年10月5日  |
| 《模拟人生4：时尚街区》       | 2021年10月5日  |
| 《模拟人生4：花團錦簇》       | 2021年11月9日  |
| 《模拟人生4：摩登男装》       | 2021年12月2日  |
| 《模拟人生4：缤纷嘉年华》     | 2022年2月3日   |
| 《模拟人生4：极繁美学》       | 2022年3月21日  |
| 《模拟人生4：月色潮流》       | 2022年5月26日  |
| 《模拟人生4：小小露营家》     | 2022年5月26日  |
| 《模拟人生4：初心童裝》       | 2022年9月1日   |
| 《模拟人生4：沙漠奢华》       | 2022年9月14日  |
| 《模拟人生4：粉彩狂想曲》     | 2022年11月10日 |
| 《模拟人生4：生活感小物》     | 2022年11月10日 |
| 《模拟人生4：私密時尚》       | 2023年1月19日  |
| 《模拟人生4：浴室小物》       | 2023年1月19日  |
| 《模拟人生4：温室乐土》       | 2023年4月20日  |
| 《模拟人生4：地下宝库》       | 2023年4月20日  |
| 《模拟人生4：颓废狂潮》       | 2023年6月1日   |
| 《模拟人生4：静谧书房》       | 2023年6月1日   |
| 《模拟人生4：泳池狂欢》       | 2023年9月7日   |
| 《模拟人生4：现代奢华》       | 2023年9月7日   |
| 《模拟人生4：哥特盛宴》       | 2024年1月18日  |
| 《模拟人生4：城堡庄园》       | 2024年1月18日  |
| 《模拟人生4：懷舊都市》       | 2024年4月18日  |
| 《模拟人生4：派對必備》       | 2024年4月18日  |
| 《模拟人生4：義大利海濱度假》 | 2024年5月30日  |
| 《模拟人生4：愜意小餐館》     | 2024年5月30日  |
| 《模拟人生4：藝術家工作室》   | 2024年9月19日  |
| 《模拟人生4：童夢育兒房》     | 2024年9月19日  |
| 《模拟人生4：愜意俗趣》       | 2024年11月14日 |
| 《模拟人生4：甜蜜睡衣派對》   | 2024年11月14日 |
| 《模拟人生4：自在玩家》       | 2025年1月16日  |
| 《模拟人生4：秘密聖所》       | 2025年1月16日  |
| 《模拟人生4：風流情巢》       | 2025年1月16日  |
| 《模拟人生4：精緻客廳》       | 2025年1月30日  |
| 《模拟人生4：商務時尚》       | 2025年1月30日  |
| 《模拟人生4：優雅衛浴》       | 2025年4月10日  |
| 《模拟人生4：甜美魅力》       | 2025年4月10日  |
| 《模拟人生4：巧手修復工作室》 | 2025年5月1日   |
| 《模拟人生4：廚房亂哄哄》     | 2025年5月1日   |
| 《模拟人生4：黃金歲月》       | 2025年5月1日   |

## 反響
| 汇总媒体     | 得分   |
| ------------ | ------ |
| GameRankings | 69%    |
| Metacritic   | 70/100 |

| 媒体            | 得分    |
| --------------- | ------- |
| Eurogamer       | 7/10    |
| Game Informer   | 6.75/10 |
| Game Revolution | [ 24 ]  |
| GamesRadar+     | [ 25 ]  |
| GameSpot        | 6/10    |
| GameTrailers    | 6.5/10  |
| IGN             | 7.5/10  |
| Joystiq         | [ 29 ]  |
| Maximum PC      | 8/10    |
| PC Gamer美国    | 79/100  |
| Polygon         | 6.5/10  |
| Hardcore Gamer  | 2.5/5   |

四代取消了三代「無縫」功能，人物表情豐富是四代最大的優點，物品材質也有所提高，工作場所不再全部兔子洞化。四代繼承了三代無手提電話的具體物品，原版裡沒有星座設定，將來哥德家族成員的星座很可能又會隨機生成，成為擺設。四代取消了汽車等物品，各國玩家認為藝電是故意把這些內容刪掉留在以後的資料片裡。四代本來是設計為網路遊戲模式。
事實上，四代擁有回憶功能，使用方式如下：
1. 單擊主界面下方的『攝影機選項』；
2. 單擊右側的『截取截圖管理工具』；
3. 隨意點擊某張照片，若無照片請回到主界面拍攝一張；
4. 點擊照片左下角的『製作xx記憶』；
5. 單擊『是』；
6. 完成！

記憶回憶方法如下：
1. 在主界面選擇一位想讓其回憶的模擬市民；
2. 重複上文1-2步；
3. 點擊製作完成的圖片；
4. 單擊『檢視記憶』；
5. 單擊左下角的『讓模擬市民在記憶裡回想。』，您當時在主界面選中的模擬市民將會得到與當時情緒相同的情緒。
6. 完成！

## 外部連結
- 官方网站（繁體中文）